# برواليا روزلية
برواليا روزلية (الاسم العلمي:Browallia roezlii)  هو نوع من النباتات يتبع جنس برواليا من الفصيلة الباذنجانية.